# دالگی دل
دالگی دل (به بلغاری: Dalgi Del) یک منطقهٔ مسکونی در بلغارستان است که در شهرستان گئورگی دامیانوو واقع شده‌است.